# Volutopsius regularis
Volutopsius regularis is een slakkensoort uit de familie van de Buccinidae. De wetenschappelijke naam van de soort is voor het eerst geldig gepubliceerd in 1873 door Dall.